# Olivierus fuscus
Espèce
Synonymes
- Buthus fuscus Birula, 1897

Olivierus fuscus est une espèce de scorpions de la famille des Buthidae.

## Distribution
Cette espèce se rencontre au Tadjikistan et en Ouzbékistan,.

## Description
La femelle holotype mesure 67 mm.
Le mâle décrit par Fet, Kovařík, Gantenbein, Kaiser, Stewart et Graham en 2018 mesure 70 mm et les femelles de 74 à 80 mm.

## Systématique et taxinomie
Cette espèce a été décrite sous le protonyme Buthus fuscus par Birula en 1897. Elle est considérée comme une sous-espèce de Buthus caucasicus par Kraepelin en 1899. Elle suit son espèce dans le genre Mesobuthus en 1950. Elle est élevée au rang d'espèce par Fet, Kovařík, Gantenbein, Kaiser, Stewart et Graham en 2018. Elle est placée dans le genre Olivierus par Kovařík en 2019.

## Publication originale
- Birula, 1897 : « Miscellanea scorpiologica. II. Zur Synonymie der russischen Skorpione. (Fortsetzung). » Annuaire du Musée Zoologique de l´Académie Impériale des Sciences de Saint-Pétersbourg, vol. 2, p. 377-391 (texte intégral).